# Jaime de Barros Câmara

Jaime de Barros Câmara, brazilski rimskokatoliški duhovnik, škof in kardinal, * 3. julij 1894, São José, † 18. februar 1971.

## Življenjepis
1. januarja 1920 je prejel duhovniško posvečenje.
19. decembra 1935 je bil imenovan za škofa Mossora in 2. februarja 1936 je prejel škofovsko posvečenje.
15. septembra 1941 je bil imenovan za nadškofa Beléma do Pará in 3. julija 1943 za nadškofa São Sebastião do Rio de Janeira; 15. septembra istega leta je bil ustoličen.
18. februarja 1946 je bil povzdignjen v kardinala in imenovan za kardinal-duhovnika Ss. Bonifacio ed Alessio.
6. novembra 1950 je bil imenovan za vojaškega škofa Brazilije (s tega položaja je odstopil 9. novembra 1963) in 14. novembra 1951 za škofa Brazilije za verujoče vzhodnega obredja.